# Deportivo Pacense
El Deportivo Pacense fue un equipo de fútbol de España, de la ciudad de Badajoz en Extremadura. Se fundó en 2006 como Unión Deportiva Badajoz y desapareció en 2017 tras fusionarse con el Santa Teresa CD.

## Historia
El club se fundó como Unión Deportiva Badajoz bajo las directrices de viejos conocidos y gente de fútbol como Miguel Ortega, Julio Jiménez, Marcelino Lago, Pepe Jamones, José María Barrientos Ruiz y Tomas García Gallardo, entre otros. 
Arrancó en Primera Regional en la temporada 2006-07. En su primer año de historia ascendió a Regional Preferente.
En la temporada 2007-08 en Regional Preferente la Unión Deportiva finalizó la liga regular en la segunda posición, clasificándose para los play offs. Consiguió su segundo ascenso consecutivo ante el C. D. Coria.
En la temporada 2008-09 la Unión Deportiva se proclamó campeón regional de la Copa Federación, enfrentándose en primera ronda de la fase nacional al C. D. Villanueva al que venció por 2-3 y posteriormente al Granada C. F. contra el que perdió por 2 goles a 1.
En la temporada 2012-13 la Unión Deportiva Badajoz compitió en la Tercera División, Grupo XIV quedando en segunda posición siendo eliminado en la segunda ronda de las eliminatorias de ascenso a Segunda División B ante la U. D. Alzira, con un proyecto basado en la pujanza económica que promete llevarlo en tres años a Segunda División. La Unión Deportiva Badajoz cambió su denominación por la de Badajoz Club de Fútbol una vez finalizada la temporada 2012/13 absorbiendo otros clubes pacenses como el CD Puerta Palmas con la intención de atraer a la masa social de la ciudad de Badajoz. 
En la temporada 2013-14, se cambió también su escudo y realizó un nuevo himno. En una campaña fantástica, se finaliza 4º, empatado a 94 puntos con 2º y 3º. Sin embargo cayó eliminado en la primera ronda por el Haro. En la ida empataron a 1 en el Nuevo Vivero y en la vuelta ganó el equipo riojano por 2-1. 
El 1 de julio de 2014, el Badajoz Club de Fútbol cambió la denominación a Deportivo Pacense. La temporada fue la antítesis de las dos anteriores, al finalizar 17º, empatado a puntos con el primer equipo que descendió, el C. D. Castuera.
En la temporada 2015-16 el equipo acabaría la temporada como colista, descendiendo de categoría y abandonando la Tercera División tras ocho temporadas consecutivas. En la próxima temporada en Primera División Extremeña los problemas continuarían acabando el club pacense la liga en penúltima posición y logrando salvar la categoría en la fase de permanencia tras vencer al C. F. Jaraíz.
Después de tres malas temporadas, el Deportivo Pacense anunciaría la fusión con el Santa Teresa C. D., pasando a ser la sección masculina del Santa Teresa y dando por finalizada la existencia del club.

## Uniforme
- Uniforme titular: Equipación azul.
- Uniforme alternativo: -
- Patrocinadores: Grupo Albatros, Área 10.
- Marca Deportiva: JOMA

## Datos del Club
- Teléfono:
- E-mail:
- Socios/Abonados: 1100
- Nº de Peñas: 2 (Sentimiento Blanquinegro)
- Presupuesto: ---

## Trayectoria
| Temporada | Division   | Posición | Copa del Rey |
| --------- | ---------- | -------- | ------------ |
| 2006/07   | 1ª Reg.    | 2º       |              |
| 2007/08   | Reg. Pref. | 2º       |              |
| 2008/09   | 3ª         | 13º      |              |
| 2009/10   | 3ª         | 13º      |              |
| 2010/11   | 3ª         | 15º      |              |
| 2011/12   | 3ª         | 7º       |              |
| 2012/13   | 3ª         | 2º       |              |
| 2013/14   | 3ª         | 4º       |              |
| 2014/15   | 3ª         | 17º      |              |
| 2015/16   | 3ª         | 20º      |              |
| 2016/17   | 1ª Ext.    | 15º      |              |

## Palmarés
- Torneos nacionales:
  - Subcampeón de Tercera División (1): 2012/13
- Torneos regionales:
  - Campeón extremeño de la Copa Federación (1): 2008/09.
  - Subcampeón de Regional Preferente (1): 2007/08
  - Subcampeón de Primera Regional (1): 2006/07

## Junta directiva
- Presidente: Francisco Javier Lorido Cárdenas.
- Vicepresidente: Juan Antonio Ortiz García.
- Vicepresidente: José María Reino Amador.
- Vocales: Juan Carlos Nieto Arias, Luisa Martínez Santos,